# Alastis
Alastis war eine Schweizer Black-Metal-Band, die 1987 in Sion gegründet wurde.

## Geschichte
Die ursprüngliche Besetzung der Band bestand aus War D. an der Gitarre, Zumof als Sänger, Acronoise am Schlagzeug und Masmiseim am Bass. Allerdings verließ Masmiseim die Band früh, um der Gruppe Samael beizutreten und auch Zumof beendete bald darauf seine Zugehörigkeit zu Alastis. Der heutige Sänger und Gitarrist von Samael, Michael Locher, trat auf der Alastis-Demo Black Wedding als Gastsänger auf. Das erste Album der Band, The Just Law, wurde mit der norwegischen Plattenfirma Head Not Found 1992 veröffentlicht. Nach weiteren Besetzungswechseln unterschrieben sie einen Vertrag bei Adipocere Records, wo sie 1995 ihr zweites Album … And Death Smiled veröffentlichten. Im Jahr 1996 unterschrieb die Band einen Vertrag bei Century Media, die die Arbeiten der Band in den USA vertrieben. Ihr Album The Other Side wurde 1997 veröffentlicht und im darauffolgenden Jahr kam das vierte Album, Revenge, an die Öffentlichkeit. Zu diesem Zeitpunkt bestand die Besetzung aus War D. (Gitarre, Synthesizer und Gesang), Acronoise (Schlagzeug), Nick (Gitarre) und Raff (Bass).
Im Jahr 2000 kamen Sebastian (Schlagzeug) und Graven X (Keyboard) neu in die Band. Das letzte Werk der Band war das zehn Lieder umfassende Album Unity, das 2001 über Century Media veröffentlicht wurde. Danach fing die Band an, ein eigenes Studio aufzubauen, das dazu dienen sollte, bereits geschriebene Stücke für das sechste Album aufnehmen zu können. Dennoch löste sich die Band im Jahr 2004 auf.

## Diskografie
- 1989: Fatidical Date (Demo)
- 1990: Black Wedding (Demo)
- 1992: The Just Law
- 1995: ...And Death Smiled
- 1996: The Other Side
- 1998: Revenge
- 2001: Unity